# Зелена Горка
Зеле́на Го́рка (рос. Зелёная Горка) — селище у складі Юргинського округу Кемеровської області, Росія.

## Населення
Населення — 159 осіб (2010; 159 у 2002).
Національний склад (станом на 2002 рік):
- росіяни — 92 %